# Purity Ada Uchechukwu
Purity Ada Uchechukwu és una hispanista nigeriana.
Es va doctorar (amb una tesi titulada A Corpus-Based Analysis of Igbo and Spanish Copula Verbs) per la Universitat Otto Friedrich de Bamberg (on es va especialitzar en Filologia Romànica, i en la mateixa universitat va fer un mestratge en espanyol).
Treballa com a professora d'espanyol a la Universitat de Nnamdi Azikiwe de Nigèria, en la Facultat d'Arts, en el Departament de Llengües Modernes.
Està especialitzada en Llengua Espanyola i la seva recerca acadèmica se centra en l'ensenyament de l'espanyol com a llengua estrangera. Ha participat en moltes ocasions tant en congressos com en seminaris sobre aquesta temàtica.
Al llarg de la seva trajectòria professional ha publicat diversos treballs i ha col·laborat en llibres. Entre les seves publicacions destaquen:
- La enseñanza del español en África Subsahariana. Capítulo 21. La situación del español en Nigeria. Madrid: Instituto Cervantes, Los Libros de la Catarata, Casa África, AECID, Embajada de España en Kenia, 2014, 638 p. ISBN 978-84-8319-944-2 NIPO: 503-14-027-5.[3][4][5][6]
- Lenguas españolas, lenguas oficiales y lenguas cooficiales: ¿Una cuestion de denominación? ISSN:978-978-48450-4-5.[7]
- La globalización y el español en Estados Unidos como seña de identidad americana. Revista científica en el ámbito de la Comunicación Aplicada, ISSN-e 2174-1859, Vol. 4, Nº. 2, 2014 (Ejemplar dedicado a: África con eñe. Número monográfico de la Cátedra Unesco de Investigación en Comunicación y África), págs. 181-191.[8]